# 能量 (信号处理)
在信号处理中，时域连续信号x(t)的能量{\displaystyle E_{s}}被定义为：
{\displaystyle E_{s}\ \ =\ \ \langle x(t),x(t)\rangle \ \ =\int _{-\infty }^{\infty }{|x(t)|^{2}}dt}
严格来说，在这里的“能量”和在物理以及其它学科中传统意义上的能量并不相同。这两个概念是类似的，并可以互相转化：
{\displaystyle E={E_{s} \over Z}={1 \over Z}\int _{-\infty }^{\infty }{|x(t)|^{2}}dt}
这里Z代表由适当单位表示的，由信号驱动的负载的大小。

## 光谱能量密度
相似的，信号x(t)的光谱能量密度是
{\displaystyle \ E_{s}(f)=|X(f)|^{2}}
这里X(f) 是经过傅氏变换的x(t)。

## 帕塞瓦尔定理
作为帕塞瓦尔定理的延续，可以证明信号能量总是等于信号光谱能量密度中所有频率分量的和。